# Кавацу, Кэнтаро
Кэнтаро Кавацу (яп. 河津憲太郎 Кавацу Кэнтаро:, 26 сентября 1914, Хиросима — 23 марта 1970) — японский пловец, призёр Олимпийских игр.
Кэнтаро Кавацу родился в 1914 году в Хиросиме, окончил Университет Мэйдзи.
В 1930 году, будучи ещё учащимся средней школы, Кэнтаро Кавацу установил рекорд Японии в плавании на дистанцию 50 м на спине.
В 1932 году на Олимпийских играх в Лос-Анджелесе он завоевал бронзовую медаль на дистанции 100 м на спине.
В 1934 году Кэнтаро Кавацу принял участие в Дальневосточных играх в Маниле.
23 марта 1970 года Кэнтаро Кавацу покончил жизнь самоубийством, совершив самосожжение.